# Who Needs Information
"Who Needs Information" es una canción del músico y compositor británico Roger Waters. Es la segunda canción en el álbum de 1987, Radio K.A.O.S.. Fue elegida como cuarto y último sencillo del disco. También aparece en la compilación Flickering Flame: The Solo Years, Vol. 1.

## Trama
La canción habla sobre cómo una noche Billy y Benny (los personajes) salen a divertirse, hasta que Benny ve una tienda donde Margaret Tatcher está en la televisión, furioso, agarra una piedra para quebrar la ventana y roba un teléfono de la tienda, el cual lo esconde en la silla de ruedas de Billy, posteriormente en un puente peatonal Benny decide posar en protesta por los cierres de las minas. Esa misma noche, un taxista es asesinado por un bloque de cemento que cayó desde un puente similar al que estaba posando Benny, por lo que la policía lo arresta y Benny ahora está en prisión por homicidio.

## Personal
- Roger Waters – - Voz, guitarra, bajo, shakuhachi, teclado.
- Graham Broad - Batería, percusión.
- Mel Collins - Saxofón
- Andy Fairweather Low - Guitarra eléctrica
- Ian Ritchie - Piano, teclados, saxo tenor, Fairlight, programación de batería.
- John Phirkell - Trompeta
- Peter Thoms - Guitarra eléctrica
- Katie Kissoon, Doreen Chanter, Madeline Bell, Steve Langer Y Vicki Brown - Coros.

- Datos: Q5695447